# Sklep wartości
Sklep wartości, także warsztat wartości (ang. value shop) – sposób działania przedsiębiorstw, których głównym celem jest rozwiązywanie problemów swoich klientów poprzez właściwe zdefiniowanie problemów i zaproponowanie akceptowalnego przez klientów sposobu ich rozwiązania; jest to jeden z trzech modeli analizy wartości przedsiębiorstwa, obok łańcucha wartości (Michael Porter, 1985) i sieci wartości (Stabell, Fjeldstad, 1998).

## Definicja
Sklep wartości jest jednym ze sposobów dochodzenia przedsiębiorstwa do wartości dodanej, rozwijanym w specyficznych sektorach usług, w których końcowa usługa w sposób naturalny powstaje jako wytwór interakcji zachodzących między dwoma stronami kontraktu. Podstawowym systemem tworzenia wartości dodanej jest technologia intensywnej wiedzy.

## Mechanizm działania
Każdy problem jest traktowany wyjątkowo, a zasoby są przydzielane w zależności od danego problemu. Oferowana wartość nie ma na celu zastąpienia klienta w dziedzinie, w której sobie nie radzi. Wartość nie jest tworzona zatem przez produkcję czy wymianę. Podejście do problemu uwzględnia specyficzną sytuację klienta i dostosowuje do niej oferowane rozwiązanie przy zastosowaniu znormalizowanych, zestandaryzowanych metod.
Wartość jest tworzona dzięki licznym mechanizmom, które umożliwiają przedsiębiorstwu wyspecjalizowanemu w rozwiązywaniu problemów poradzenie sobie z problem klienta szybciej i lepiej niż on sam by to zrobił. Mechanizmy te bazują na tym, że przedsiębiorstwo takie:
- posiada większą wiedzę na temat problemu klienta niż on sam
- jest wyspecjalizowany w tym, żeby radzić sobie z problemami klienta przy użyciu metod dobranych odpowiednio do problemu na podstawie jego dokładnej analizy
- dysponuje specjalistyczną wiedzą ekspertów.

Każdy projekt związany z rozwiązywaniem problemu klienta jest traktowany indywidualnie. Do jego realizacji ustala się budżet i planuje niezbędne zasoby.

## Teoretycy
Podstawowe założenia sklepu wartości zostały sformułowane przez Jamesa Davida Thompsona w 1967 roku, a rozwinęli je w 1998 roku Ch.B. Stabell i Ø.D.Fjeldstad, którzy nadali im miano sklepu wartości. Na podstawie swoich badań Ch.B. Stabell i Ø.D. Fjeldstad wyróżnili pięć głównych aktywności podejmowanych w organizacji o charakterze sklepu wartości:
- identyfikacja i adaptacja problemu klienta
- generowanie rozwiązań problemu
- wybór rozwiązania
- realizacja projektu rozwiązania problemu
- kontrola i ewaluacja[4].

## Przykłady
Sklepami wartości są korporacje konsultingowe, jak np. McKinsey & Company, Deloitte Touche Tohmatsu czy Boston Consulting Group oraz kancelarie prawne, biura projektowe, biura rachunkowe, architekci. Koncepcja sklepu wartości znalazła zastosowanie w pracach Pettera Gottschalka, który zajął się badaniem działań norweskiej policji pod kątem wykorzystania przez nią narzędzi IT.

## Literatura
- Dobiegała-Korona B., Herman A. (red.) (2006), Współczesne źródła wartości przedsiębiorstwa, Difin
- Gottschalk, P. (2007) Predictors of Police Investigation Performance: An Empirical
- Mazur K. Tworzenie i przywłaszczanie wartości. Perspektywa relacji pracownik-organizacja (2011), Wydawnictwo Uniwersytetu Zielonogórskiego
- Niemczyk J., Stańczyk-Hugiet E. Klient w strategiach organizacji biznesowych, Nauki o zarządzaniu 2(19), Wydawnictwo Uniwersytetu Ekonomicznego we Wrocławiu
- Pawłowska B., Witkowska J., Nieżurawski L. (2010), Nowoczesne koncepcje strategii orientacji na klienta, Wydawnictwo Naukowe PWN
- Prahalad C.K., Ramaswamy V.(2005), Przyszłość konkurencji. Współtworzenie wyjątkowej wartości wraz z klientami, PWE
- Stabell Ch. B., Fjeldstad Ø.D. (1998) Configurating Value for Competetive Advantage: On Chains, Shops and Networks, Strategic Management Journal, nr 19, s. 413-437
- Study of Norwegian Police as Value Shop, International Journal of Information Management, 27, s. 36-48
- Thompson, J.D. (1967) Organizations in Action, McGraw Hill